# Liste des châteaux croates
Cette liste non exhaustive répertorie les principaux châteaux en Croatie.
Elle inclut les châteaux au sens large du terme, c'est-à-dire :
- les châteaux et châteaux forts (généralement bâtis en milieu rural, y compris chartreuses, gentilhommières, logis seigneuriaux, maisons fortes, manoirs).
- les palais (généralement bâtis en milieu urbain)
- les donjons
- les domaines viticoles, présentant un édifice répondant à la définition de château

quel que soit leur état de conservation (ruines, bâtiments d'origine ou restaurés) et leur statut (musée, propriété privée, ouvert ou non à la visite).
Elle exclut :
- les citadelles
- les domaines viticoles qui n'ont de château que le nom, en l'absence d'édifice répondant à la définition de château.

À la vue du nombre d'homonymies de noms de châteaux, quelquefois même à l'intérieur d'une province, merci de préciser le lieu, et si possible l'époque, s'il est classé, s'il est ouvert au public et éventuellement anecdote du château lorsqu'il n'a pas encore d'article.
| Symbole          | Signification       |
| ---------------- | ------------------- |
| Ruine ou disparu | Ruine               |
| Château fort     | Château fort        |
| Renaissance      | Château Renaissance |
| Palais           | Palais              |
| Domaine viticole | Domaine viticole    |

## Bjelovar-Bilogora
| Nom du Château               | Localité     | Type  | Date de Construction | Notes | Image |
| ---------------------------- | ------------ | ----- | -------------------- | ----- | ----- |
| Dvorac Janković              | Daruvar      |       | 1771 - 1777          |       |       |
| Kaštel Kontovci              | Ivanovo Selo | Ruine |                      |       |       |
| Dvorac Dioš                  | Končanica    |       |                      |       |       |
| Moslavačka gora – Garić grad | Podgarić     | Ruine |                      |       |       |
| Fort de Dobra Kuća           | Đulovca      | Ruine | XIVe siècle          |       |       |

## Istrie
| Nom du Château           | Localité     | Type | Date de Construction | Notes | Image |
| ------------------------ | ------------ | ---- | -------------------- | ----- | ----- |
| Château Morosini Grimani | Svetvinčenat |      |                      |       |       |
| Château de Pazin         | Pazin        |      |                      |       |       |

## Karlovac
| Nom du Château     | Localité  | Type | Date de Construction | Notes | Image |
| ------------------ | --------- | ---- | -------------------- | ----- | ----- |
| Château de Cetin   | Cetingrad |      |                      |       |       |
| Château de Dubovac | Karlovac  |      |                      |       |       |
| Château d'Ogulin   | Ogulin    |      |                      |       |       |
| Château d'Ozalj    | Ozalj     |      |                      |       |       |

## Krapina-Zagorje
| Nom du Château          | Localité     | Type | Date de Construction | Notes | Image |
| ----------------------- | ------------ | ---- | -------------------- | ----- | ----- |
| Château de Veliki Tabor | Hum Košnički |      |                      |       |       |

## Lika-Senj
| Nom du Château        | Localité | Type | Date de Construction | Notes | Image |
| --------------------- | -------- | ---- | -------------------- | ----- | ----- |
| Forteresse Nehaj (en) | Senj     |      |                      |       |       |
| Château de Sokolac    | Brinje   |      |                      |       |       |

## Međimurje
| Nom du Château     | Localité | Type   | Date de Construction | Notes | Image |
| ------------------ | -------- | ------ | -------------------- | ----- | ----- |
| Château de Čakovec | Čakovec  |        | XIIIe siècle         |       |       |
| Château de Banfi   | Štrigova | Manoir |                      |       |       |

## Osijek-Baranja
| Nom du Château               | Localité | Type | Date de Construction | Notes | Image |
| ---------------------------- | -------- | ---- | -------------------- | ----- | ----- |
| Château Prandau-Normann (hr) | Valpovo  |      |                      |       |       |
| Château d'Erdut              | Erdut    |      |                      |       |       |

## Primorje-Gorski Kotar
| Nom du Château             | Localité   | Type       | Date de Construction | Notes | Image |
| -------------------------- | ---------- | ---------- | -------------------- | ----- | ----- |
| Château de Nova Kraljevica | Kraljevica |            |                      |       |       |
| Château de Trsat (en)      | Rijeka     |            |                      |       |       |
| Château Frankopan          | Krk        | Forteresse |                      |       |       |
| Château Gradec             | Risika     | Ruine      |                      |       |       |

## Sisak-Moslavina
| Nom du Château  | Localité | Type  | Date de Construction | Notes | Image |
| --------------- | -------- | ----- | -------------------- | ----- | ----- |
| Château de Zrin | Zrin     | Ruine |                      |       |       |

## Split-Dalmatie
| Nom du Château  | Localité | Type       | Date de Construction | Notes | Image |
| --------------- | -------- | ---------- | -------------------- | ----- | ----- |
| Fort Kamerlengo | Trogir   | Forteresse |                      |       |       |

## Varaždin
| Nom du Château        | Localité       | Type   | Date de Construction | Notes | Image |
| --------------------- | -------------- | ------ | -------------------- | ----- | ----- |
| Château Bajnski Dvori | Gornje Ladanje | Manoir |                      |       |       |
| Château de Trakošćan  | Bednja         |        |                      |       |       |

## Vukovar-Syrmie
| Nom du Château    | Localité | Type       | Date de Construction | Notes | Image |
| ----------------- | -------- | ---------- | -------------------- | ----- | ----- |
| Forteresse d'Ilok | Ilok     | Forteresse |                      |       |       |

## Zagreb
| Nom du Château       | Localité | Type   | Date de Construction | Notes | Image |
| -------------------- | -------- | ------ | -------------------- | ----- | ----- |
| Château de Novi Dvor | Zaprešić | Manoir |                      |       |       |
| Château de Samobor   | Samobor  |        | entre 1260 et 1264   |       |       |